# دوغلاس كيني
دوغلاس كيني (بالإنجليزية: Douglas Kenney)‏ (10 ديسمبر 1946، بالم سبرنغز في الولايات المتحدة - 27 أغسطس 1980، كاواي في الولايات المتحدة)؛ صحفي، كاتب سيناريو، ممثل، منتج أفلام وروائي أمريكي.

## روابط خارجية
- دوغلاس كيني على موقع IMDb (الإنجليزية)
- دوغلاس كيني على موقع ألو سيني (الفرنسية)
- دوغلاس كيني على موقع أول موفي (الإنجليزية)
- دوغلاس كيني على موقع قاعدة بيانات الأفلام السويدية (السويدية)
- دوغلاس كيني على موقع إن إن دي بي (الإنجليزية)
- دوغلاس كيني على موقع قاعدة بيانات الفيلم (الإنجليزية)
- دوغلاس كيني على موقع كينوبويسك (الروسية)